# Легіон Марії

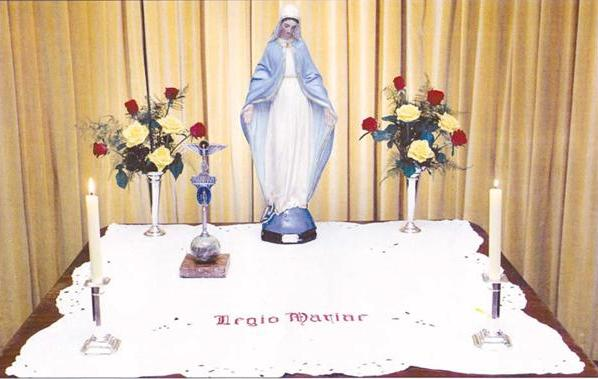
Вівтар Легіону Марії

Легіон Марії (лат. Legio Mariae) — католицький апостольський рух мирян з метою проповідування всім народам Євангелія, а також за для освячення членів цього руху працею на Божій ниві.
Під час регулярних зустрічей учасники руху читають молитви Легіону та Розарій. Місія Легіону — допомагати Діві Марії привести всі душі до Христа.

## Історія
Легіон Марії заснував Френк Дафф — молодий співробітник міністерства фінансів в столиці Ірландії — Дубліні. Перше зібрання Легіону Марії відбулося напередодні Різдва Пресвятої Богородиці — 7 вересня 1921 року. Цьому передувала ініціатива цього ж молодого службовця, який молився біля будинків розпусти. Після їх закриття він став шукати нові форми служіння Богу та суспільству. Зібравшись одного разу з друзями для молитви, учасники ставши навколішки і схиливши голови, зачитали молитву Святому Духу. Спершу нова фундація обрала своєю назвою «Братство Милосердя Пречистої Діви». Трохи згодом організація перебрала собі сучасний варіант назви.

## Діяльність
Цей рух складається з активних католиків і діє в повному й безумовному підпорядкуванні Папі Римському, єпископам та парафіяльним священикам. Варто підкреслити, що цей рух виник майже за півстоліття до появи «Декрету про Апостольство Мирян» II Ватиканського Собору.
З часів Пія XI Легіон має особливе благословення та захист Римських Первосвящеників. Саме цьому Папі належить часто цитована фраза: «„Легіон Марії“! — яка щаслива назва!» Сама ж організація діє в рамках Вселенської Церкви та є виявом апостольської ревності католиків.
До сфери діяльності Легіону входить:
- Відвідування абортаріїв з метою порятунку ще ненароджених дітей;
- Відвідування лікарень для духовної підтримки пацієнтів;
- Діяльність по запобіганню проституції;
- Проведення зустрічей з молоддю на теми духовного життя;
- Євангелізація людей в містах і селах;
- Катехізація — як в формі катихітичних класів, так через відвідування вдома;
- Допомога в реабілітації колишніх алкоголіків та наркоманів;
- Роздача на власні кошти християнських атрибутів (іконок, медальйонів, літератури тощо).

Всі ці заходи легіонери проводять не для власної вигоди, але в ім'я братньої любові. Метод дії Легіону полягає не в нав'язуванні своєї думки, а у встановленні дружньої атмосфери, де кожний ділиться своєю думкою, приводить аргументи й вільно робить висновки. Діяльність Легіону, як показав час, виявилася успішною, про що свідчить його швидке поширення.

## Структура
Легіон є централізованою структурою з 6 ієрархічними рівнями керування:
- Консиліум — найвище представництво Легіону, яке знаходиться в Дубліні, охоплює всю планету;
- Сенат — найвище представництво Легіону в державі;
- Регія;
- Коміціум;
- Курія;
- Президіум — низова, базова ланка Легіону, охоплює одну парафію.

## Сучасний стан
До 2011 року Легіон Марії охопив близько 10 млн молящихся членів та 3 млн активних. Активні легіонери — це миряни, які безпосередньо займаються місійною роботою. Особливого поширення Легіон набув у Центральній Африці, Європі, Латинській Америці, та Китаї, де його діяльність безперервно активізується.

## Легіон Марії в Україні
Перша спільнота Легіону Марії з'явилася в Україні 1993 року при костелі Святої Софії в м. Житомирі. Зараз діють президіуми в Києві, Житомирі, Кам'янці-Подільському, Новоград-Волинську, Харкові та інших містах.

## Ставлення до Православної Церкви
Ставлення Легіону Марії відповідає загальнокатолицькому ставленню до Православних Церков і є дружнім. Легіонери, проводячи свою роботу, не обходять стороною православних братів, натомість ведуть із ними бесіди про необхідність відвідування Церкви, прийняття Таїнств і необхідності справ Милосердя. У самому «Керівництві Легіонера» підкреслюється на необхідність братніх стосунків зі Східними Церквами. Саме тому легіонери, яким доводиться працювати в переважно православних країнах, роздають православні молитви й іконки, щоб жодна людина не відпала від Церкви Христової.